# Al-Awir
Al Awir jest to przedmieście Dubaju, około 35 km od centrum miasta. Wcześniej tereny były wioską Beduinów aż do lat 90. XX wieku, gdy miasto zaczęło szybko się rozrastać oraz gdy oddano do użytku Emirates Road. Wolny pas od przemysłu jest także fundowany przez Al Nakheel Properties.